# Diocesi di Cingoli
La diocesi di Cingoli (in latino Dioecesis Cingulana) è una sede soppressa e sede titolare della Chiesa cattolica in Italia.

## Territorio
La diocesi comprendeva il solo comune di Cingoli, nelle Marche, dove fungeva da cattedrale la chiesa di Santa Maria Assunta.
Al momento della piena unione con la diocesi di Macerata, nel 1986, la diocesi di Cingoli comprendeva 9 parrocchie:
- la cattedrale
- Beata Vergine di Lourdes (frazione di Grottaccia)
- Sant'Elena imperatrice (frazione di Avenale)
- San Giovanni evangelista (frazione di Villa Strada)
- Santa Maria Assunta (frazione di Troviggiano)
- San Michele arcangelo (frazione di Castel Sant'Angelo)
- San Nicola di Bari (frazione di Moscosi)
- San Pietro apostolo (frazione di Villa Torre)
- Santi Vittore e Corona (frazione di San Vittore).

## Storia
Cingoli, città romana, è stata un'antica sede vescovile, legata alla memoria del santo vescovo Esuperanzio, patrono della città; di questa diocesi la tradizione tramanda i nomi di alcuni vescovi, fino alla seconda metà del VI secolo, epoca in cui, in seguito all'invasione dei Longobardi, la diocesi scomparve ed il suo territorio venne assorbito da quella di Osimo. L'unico vescovo storicamente documentato di questo periodo è Giuliano, che accompagnò papa Vigilio a Costantinopoli nel periodo compreso tra il 548 e il 553 e fu destinatario di due lettere di papa Pelagio I nel 560.
Il 19 agosto 1725 con la bolla Romana Ecclesia di papa Benedetto XIII la diocesi fu ristabilita e unita aeque principaliter alla diocesi di Osimo, da cui era stata scorporata. Il vescovo Giacomo Lanfredini celebrò tre sinodi diocesani in Cingoli nel 1736, nel 1737 e nel 1738. Il vescovo Guido Calcagnini nel 1777 celebrò solennemente la ricognizione delle reliquie di sant'Esuperanzio ed eresse il seminario diocesano. Tuttavia, nel corso del Settecento e dell'Ottocento nessuno dei vescovi risiedette stabilmente o per un periodo prolungato a Cingoli, a causa della povertà della mensa episcopale.
Alla morte del vescovo Domenico Brizi nel 1964, le due diocesi rimasero vacanti e di fatto furono separate. Mentre la sede di Osimo venne amministrata dagli arcivescovi di Ancona e Numana, la sede di Cingoli fu data in amministrazione apostolica ai vescovi o agli amministratori apostolici di Macerata e Tolentino fino al 1976.
L'11 febbraio 1976 Francesco Tarcisio Carboni fu nominato vescovo di Cingoli, di Macerata e Tolentino, di Recanati e di Treia, che furono così unite in persona episcopi.
Nel 1984 la diocesi acquisì cinque parrocchie in territorio cingolano, che erano appartenute all'arcidiocesi di Camerino.
Il 25 gennaio 1985, con il decreto Quo aptius della Congregazione per i vescovi, Cingoli fu unita aeque principaliter con le sedi di Macerata, Tolentino, Recanati e Treia.
Il 30 settembre 1986, con il decreto Instantibus votis della medesima Congregazione per i vescovi, fu stabilita la plena unione delle cinque diocesi e la nuova circoscrizione ecclesiastica assunse il nome di Macerata-Tolentino-Recanati-Cingoli-Treia, suffraganea dell'arcidiocesi di Fermo.
Il 17 dicembre 2022, in forza del decreto Plenam optatam unionem del Dicastero per i vescovi, la diocesi di Macerata-Tolentino-Recanati-Cingoli-Treia ha assunto il nome di "diocesi di Macerata", e Cingoli è diventata una sede vescovile titolare della Chiesa cattolica; dal 16 giugno 2023 l'arcivescovo, titolo personale, titolare è Mauricio Rueda Beltz, nunzio apostolico in Costa d'Avorio.

## Cronotassi

### Vescovi
- Teodosio †
- Sant'Esuperanzio †
- San Formario (o Pomario) †
- Giuliano † (prima del 548 - dopo il 560)
  - Sede soppressa (VI secolo - 1725)
  - Sede restaurata e unita a Osimo (1725-1964)
  - Sede vacante (1964-1976)[4]
- Francesco Tarcisio Carboni † (11 febbraio 1976 - 30 settembre 1986 nominato vescovo di Macerata-Tolentino-Recanati-Cingoli-Treia)

### Vescovi titolari
- Mauricio Rueda Beltz, dal 16 giugno 2023